# ウィリアム・ワース・ベルナップ

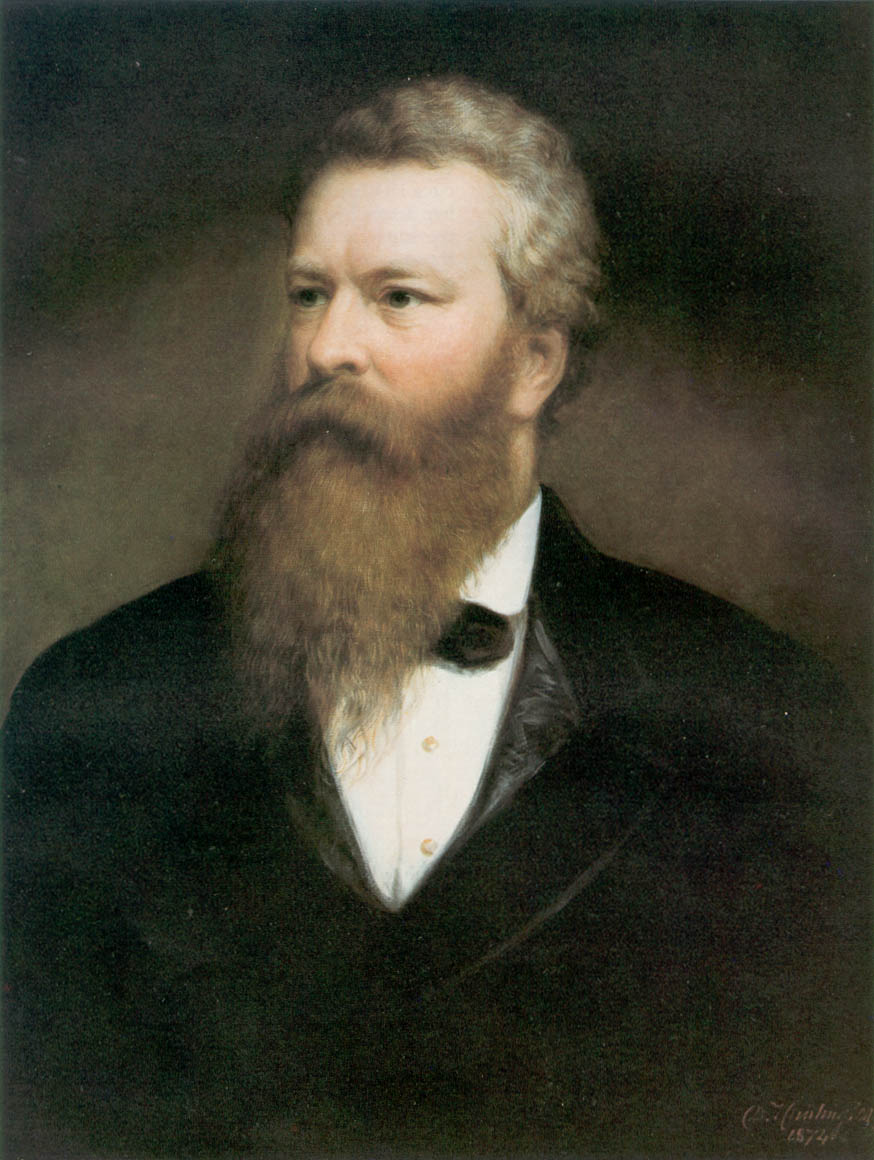
ウィリアム・ワース・ベルナップ

ウィリアム・ワース・ベルナップ（William Worth Belknap, 1829年9月22日 - 1890年10月13日）は、アメリカ合衆国の軍人、政治家。ユリシーズ・グラント大統領の下で第30代アメリカ合衆国陸軍長官を務めた。

## 生い立ちと初期の経歴
ニューヨーク州ニューバーグにおいて誕生した。ベルナップは1848年にプリンストン大学を卒業し、続いてジョージタウン大学で法学を学んだ。1851年、ベルナップは弁護士として認可を受けると、アイオワ州キオカクへ移り、弁護士業を開業した。ベルナップは民主党員として、1857年から1858年までアイオワ州下院議員を務めた。その後ベルナップは、共和党のエイブラハム・リンカーンを支持した。

## 南北戦争

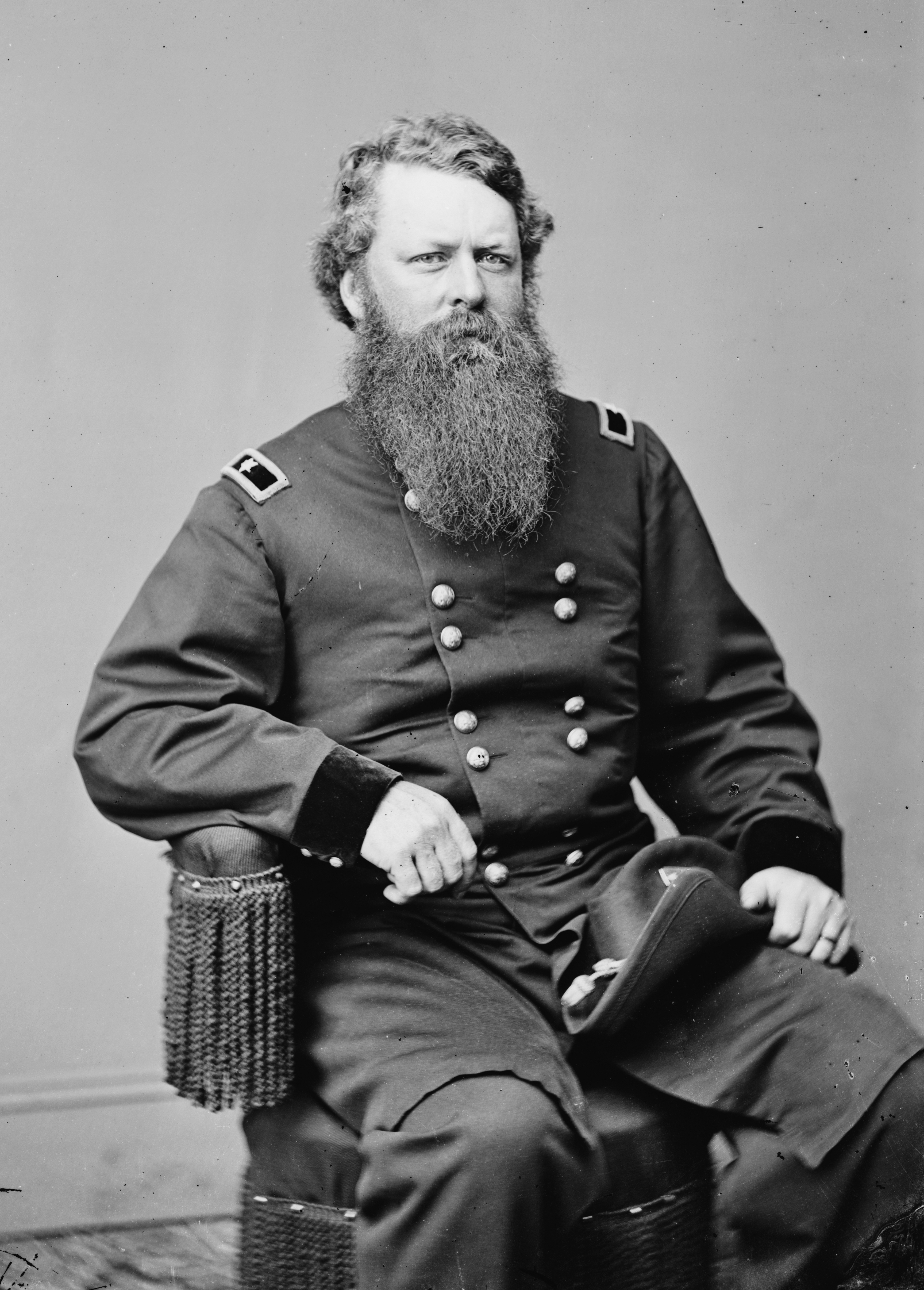
南北戦争時代のベルナップ

1861年に南北戦争が開戦すると、ベルナップは志願兵として軍務に就き、12月7日に第15アイオワ連隊の少佐に任官された。ベルナップはシャイローの戦いとコリンスの戦いで戦闘経験を積み、1862年8月20日に中佐となった。1863年6月3日、ベルナップは西部戦線での勇敢さを評価され、大佐に昇進した。ベルナップは第15アイオワ連隊を指揮し、ヴィックスバーグの戦いでの北軍の勝利に貢献した。1864年7月30日、ベルナップは模範的な軍務を評価され、北軍志願兵の准将に昇進した。ベルナップは第17軍団で第4師団第3旅団の指揮権を与えられた。1864年11月、ベルナップはウィリアム・シャーマン少将に協力し、ジョージア州での海への進軍に参加した。1865年3月13日、ベルナップは勇敢さと軍功を評価され、名誉少将となった。ベルナップはカロライナ方面作戦に参加し、第17軍団を指揮した。そして終戦後の1865年8月24日、ベルナップは名誉除隊となり、少将として志願兵を退役した。

## アメリカ合衆国陸軍長官

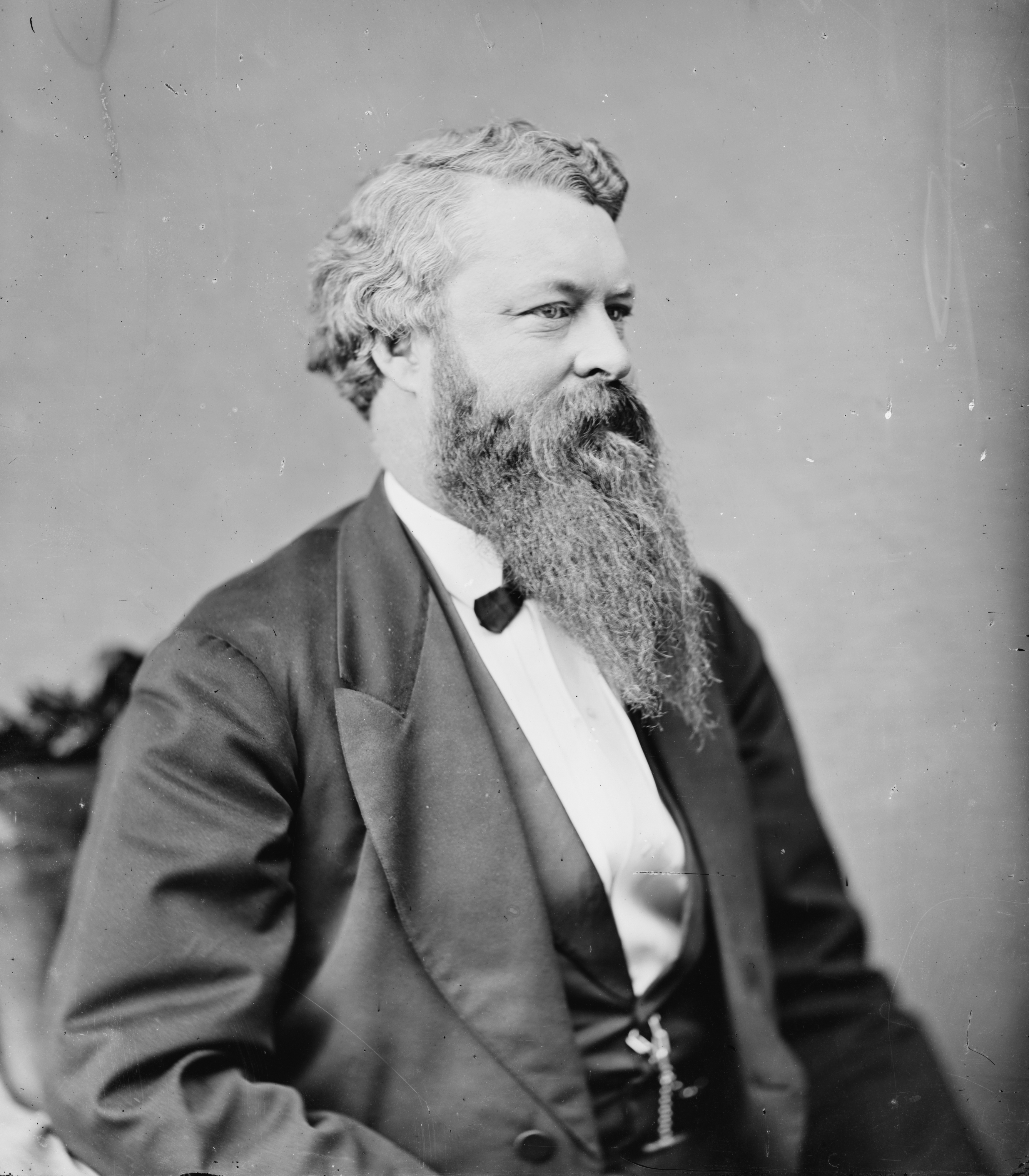
陸軍長官時代のベルナップ

1865年4月、ベルナップはアンドリュー・ジョンソン大統領からアイオワ州の歳入徴収官に指名され、それを受理した。ベルナップは共和党に参加した。1869年10月25日、ベルナップはユリシーズ・グラント大統領からアメリカ合衆国陸軍長官に任命された。
1873年、ベルナップはハワイ諸島においてアメリカがどのような戦略的影響力を持てるのかについて、ジョン・スコフィールド少将とバートン・アレクサンダー名誉准将に隠密調査を依頼した。彼らはおよそ1年をかけて報告書をまとめ、真珠湾はアメリカにとって戦略的に重要であり、軍港を築く価値があるとした。
陸軍長官在任中、ベルナップに収賄疑惑が持ち上がった。議会による調査の結果、ベルナップはアメリカインディアンとの販売取引ポストと交換に賄賂を受け取っていたことが明らかとなった。連邦下院はベルナップに対する弾劾決議を行い、ベルナップは1876年3月2日に陸軍長官を辞任した。その後ベルナップの弾劾は連邦上院によって審議され、1876年8月1日に無罪の評決が下った。

## 晩年
ベルナップはペンシルベニア州フィラデルフィアへ移り、その後ワシントンD.C.で弁護士業を再開した。ベルナップは1890年10月13日にワシントンD.C.において、心臓麻痺により死去した。ベルナップの遺体はアーリントン国立墓地の第1地区に埋葬された。

## 家族
ベルナップの父親はウィリアム・ゴウルドスミス・ベルナップ、母親はアン・クラーク (Ann Clark) であった。父親のウィリアムは1630年代にイングランドからマサチューセッツ湾植民地に入植した移民の末裔であり、米墨戦争でアメリカ陸軍の将軍を務めた。
ベルナップは最初の妻と死別後、2度再婚した。最初の妻はコーラ・リロイ (Cora LeRoy) であり、1854年に結婚した。コーラと死別後、ベルナップはキャリー・トムリンソン (Carrie Tomlinson) と結婚し、続いて1873年12月11日にキャリーの兄の娘アマンダ・トムリンソン (Amanda Tomlinson) と結婚した。